# Droga wojewódzka 653
Die Droga wojewódzka 653 (DW 653) ist eine polnische Woiwodschaftsstraße, die vom Osten der Woiwodschaft Ermland-Masuren bis in den Osten der Woiwodschaft Podlachien verläuft.
Sie führt auf einer Länge von 74 Kilometern von Westen nach Osten und durchquert drei Kreisgebiete: Powiat Olecki (Kreis Oletzko, 1933 bis 1945 Kreis Treuburg), Powiat Suwalski (Suwalken) und Powiat Sejneński. Außerdem stellt sie eine Verbindung her zwischen S 61 (Europastraße 67, „Via Baltica“) den zwei Landesstraßen, DK 16 und DK 65 sowie den Woiwodschaftsstraßen DW 651, DW 652, DW 662 und DW 663. Auf dem Teilstück von Sedranki (Seedranken) nach Suwałki verläuft die DW 653 auf der Trasse der zwischen 1939 und 1944 nach hier verlängerten deutschen Reichsstraße 127.
Bei Krzywe, Stary Folwark und Tartak durchläuft die DW 653 den Wigierski-Nationalpark.

## Straßenverlauf
Woiwodschaft Ermland-Masuren
Powiat Olecki (Kreis Oletzko/Treuburg):
- Sedranki bei Olecko (Seedranken bei Marggrabowa/Treuburg) (→ DK 65)
- Dąbrowskie-Osada
- Szczecinki (Sczeczinken/Eichhorn)

--- Deutsch-polnische Staatsgrenze (bis 1939) --- 

--- Woiwodschaftsgrenze Ermland-Masuren/Podlachien ---

Woiwodschaft Podlachien
Powiat Suwalski:
- Bakałarzewo
- Kamionka Poprzeczna
- Żyliny
- Przebród (→ S 61)

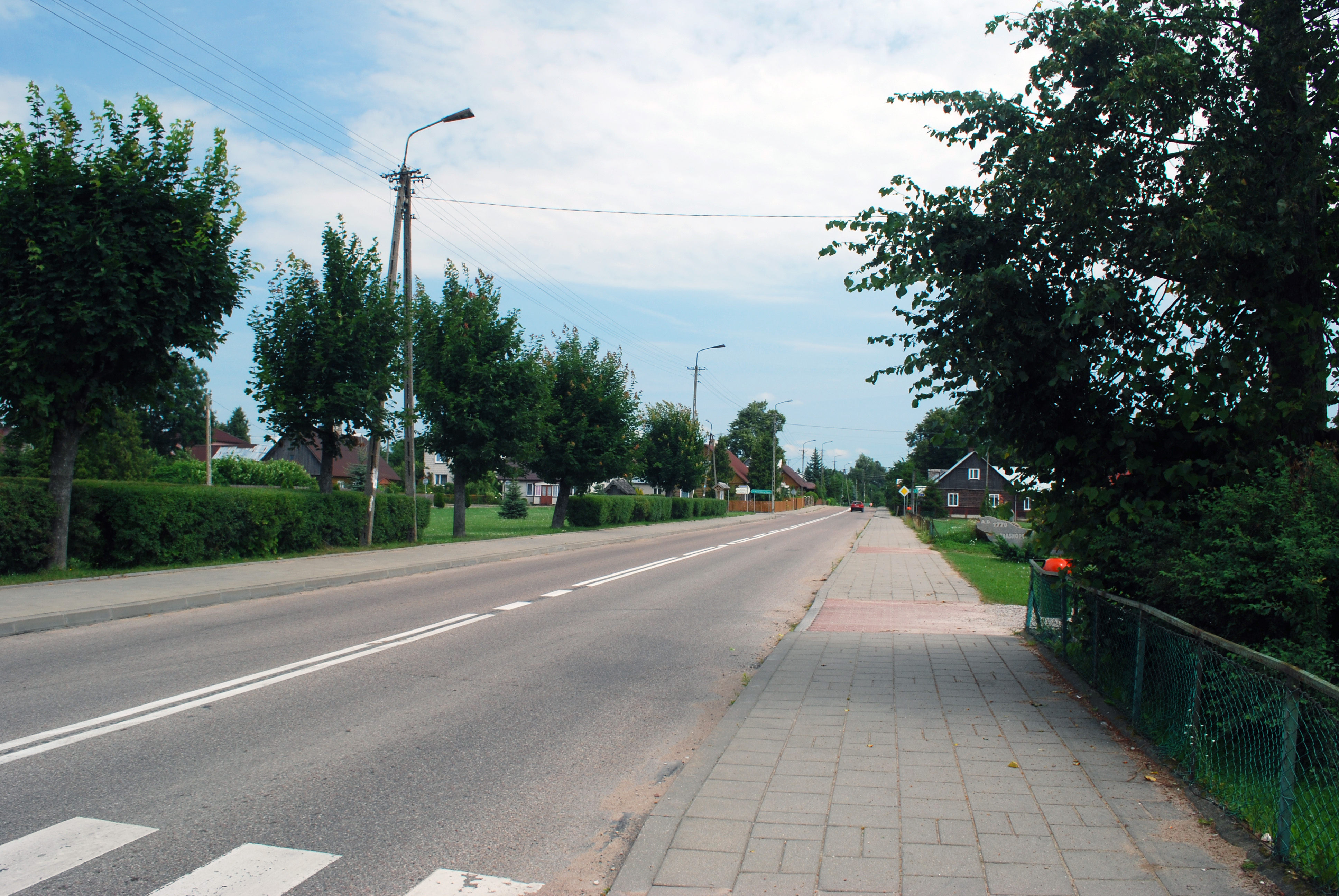
Die DW 653 (ul. 1 Maja) in Krasnopol

- Suwałki (Suwalken, 1941 bis 1944 Sudauen) (→ DW 662 und DW 652)

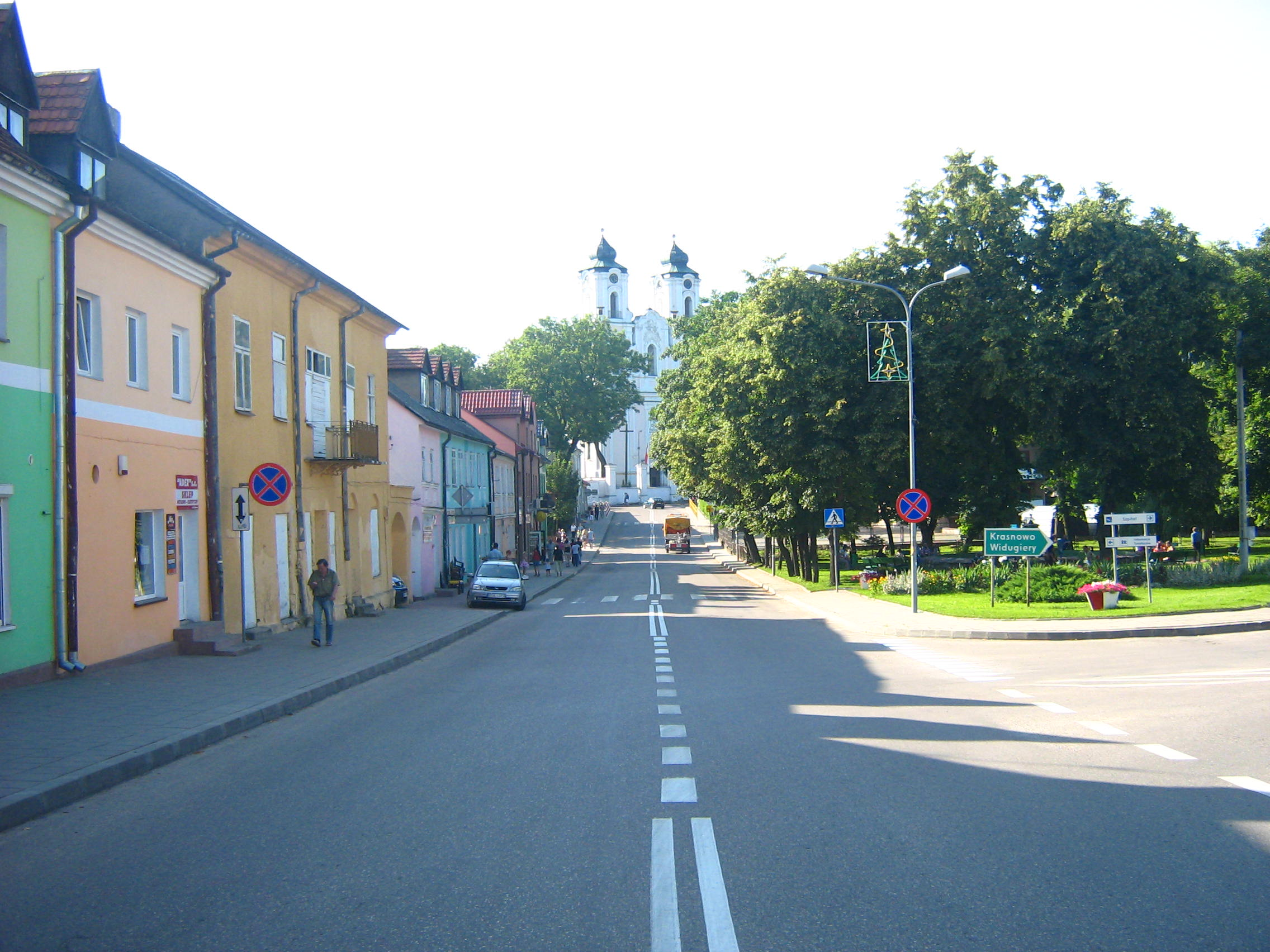
Die DW 653 (ul. Piłsudskiego) in Sejny

- Krzywe
- Stary Folwark
- Tartak

Powiat Sejneński:
- Ryżówka
- Żubrówka Stara
- Aleksandrowo
- Krasnopol
- Pawłówka
- Radziuszki
- Sejny (→ DW 651 und DW 663)
- Poćkuny (→ DK 16)